# Розовское сельское поселение (Омский район)
Розовское се́льское поселе́ние — муниципальное образование в Омском районе Омской области Российской Федерации.
Административный центр — село Розовка.

## История
Статус и границы сельского поселения установлены Законом Омской области от 30 июля 2004 года № 548-ОЗ «О границах и статусе муниципальных образований Омской области»

## Население
| 2006  | 2010  | 2011  | 2012  | 2013  | 2014  | 2015  | 2016  | 2017  |
| ----- | ----- | ----- | ----- | ----- | ----- | ----- | ----- | ----- |
| 2576  | ↘2563 | ↗2568 | ↗2575 | ↗2594 | ↗2609 | ↗2642 | ↘2607 | ↘2595 |
| 2018  | 2019  | 2020  | 2021  | 2023  |       |       |       |       |
| ↘2558 | ↘2537 | ↘2521 | ↘2398 | ↘2371 |       |       |       |       |

Гендерный состав
По данным Всероссийской переписи населения 2010 года в гендерной структуре населения из 2563 человек мужчин — 1236, женщин — 1327	(48,2 и 51,8 % соответственно)

### Национальный состав
Согласно результатам переписи 2002 года, в национальной структуре населения русские составляли большинство в обоих населённых пунктах Розовского сельского округа.

## Состав сельского поселения
| № | Населённый пункт | Тип населённого пункта       | Население |
| - | ---------------- | ---------------------------- | --------- |
| 1 | Нива             | деревня                      | ↘238      |
| 2 | Розовка          | село, административный центр | ↘2325     |